# 菅野志櫻里
菅野志櫻里（1974年7月24日—），為日本女性政治家，曾任檢察官。曾為国民民主党的眾議院議員，曾在民進党中擔任政務調査会長、国民運動局長。
2006年結婚後從夫姓改名山尾志櫻里，2018年離婚後恢復使用原姓。

## 經歷
1974年7月24日出生於宮城縣仙台市。從東京大學法學部畢業後，她於2002年通過司法考試，其後先後在東京地方檢察廳、千葉地方檢察廳、名古屋地方檢察廳等地工作。她於2009年投入政界，代表民主黨出戰第45屆日本眾議院議員總選舉並在愛知縣第7區獲得壓倒性勝利，但在2012年的第46屆日本眾議院議員總選舉中未能成功連任。及後在2014年的第47屆日本眾議院議員總選舉中，她再度當選該選區眾議員重返眾議院。
在2010年和2015年的民主党代表選舉期間，她曾先後作為菅直人和細野豪志的聯名推薦人支持二人參選民主党代表。2016年民進黨成立後，她因在國會提出「待機兒童問題」而受到矚目，其後出任民進黨政調会長。同年，《週刊新潮》報道她在2012年擔任「民主党愛知縣第7区總支部」支部長時，該支部在一年中所花的汽油費高達230萬日圓，而正常駕駛情況下用這些油可繞地球5圈。年底，她在名古屋的記者會上澄清，這些油費是當時的一名秘書為了虛增報銷費用，用在加油站撿到的廢棄賬單等進行申請的。該秘書目前已辭職並還清費用，因此她本人並不打算提起刑事告訴。
2017年，她一度被民進黨代表前原誠司內定為幹事長人選，但在9月7日被《週刊文春》爆出與比她年輕9歲的已婚律師倉持麟太郎有外遇而被取消內定。她於同一天退出民進黨，並在離黨記者會上明確否定二人之間有男女關係。在同年舉行的第48屆日本眾議院議員總選舉中，她以無黨籍身分參選並以不到1000票的微弱優勢當選。當選後，她啟用倉持律師擔任其「政策顧問」，再次引發爭議。2017年12月，與蓮舫等人加入立憲民主黨。
2020年3月12日，她因在國會反對通過新型流行性感冒等對策特別措置法，違反立憲民主黨的黨內共識而離黨。2020年6月16日，加入國民民主黨。
2020年7月29日，日本部分國會議員成立「有關對中政策的國會議員聯盟」（JPAC），主張通過人權相關立法以及收留香港難民等政策來保護香港人。山尾志櫻里與自由民主党的中谷元任共同代表。
2021年6月17日，山尾宣布在同年眾議院解散後退出政壇。

## 友人
漫畫家小林善紀是她的粉絲，曾在《週刊文春》的外遇報道之後在個人部落格發佈撰寫該篇報道的記者的姓名、照片等內容。